# Gabriella Santarelli
Gabriella Santarelli (Forlì, 2 marzo 1936) è un'ex ginnasta italiana.

## Biografia
Nata a Forlì nel 1936, tesserata per l'U.S. Forti e Liberi della sua città, nel 1954 ha preso parte ai Mondiali italiani di Roma, piazzandosi quinta nel concorso a squadre e 57ª, con 68,870 punti, nel concorso individuale.
A 24 anni ha partecipato ai Giochi olimpici di Roma 1960, in tutte e sei le gare, chiudendo 10ª nel concorso a squadre con 360,719 punti, 71ª nel concorso individuale con 69,930, 48ª al corpo libero con 18,400, 51ª alle parallele asimmetriche con 18,066, 72ª alla trave con 17,032 e 87ª nel volteggio con 16,432. Negli ultimi quattro casi non è riuscita ad accedere alla finale, riservata alle sei con i migliori punteggi delle qualificazioni.
È stata legata sentimentalmente al collega ginnasta Iano Ravaioli, morto nel 2017. 
Dopo il ritiro ha frequentato l'Accademia di belle arti di Bologna e dal 1995 in poi ha realizzato diverse opere artistiche con la tecnica dell'incisione, partecipando anche ad alcune manifestazioni collettive.